# Wintonotitan wattsi
Il wintonotitan (Wintonotitan wattsi) è un dinosauro erbivoro appartenente ai sauropodi. Visse alla fine del Cretaceo inferiore (Albiano, circa 102 milioni di anni fa) e i suoi resti fossili sono stati ritrovati in Australia. 

## Descrizione
Questo dinosauro è noto per numerosi resti fossili comprendenti gran parte dello scheletro postcranico, tra cui molte vertebre (caudali, sacrali e dorsali), zampe anteriori, parte del bacino, costole e ossa della coda (chevron). Lungo circa 15 metri, questo dinosauro era un sauropode di taglia media; come tutti i sauropodi doveva possedere collo e coda lunghi e un corpo voluminoso sorretto da possenti zampe colonnari. La corporatura, rispetto ad altri sauropodi contemporanei (come Diamantinasaurus) era relativamente snella, e le ossa delle zampe erano più allungate.

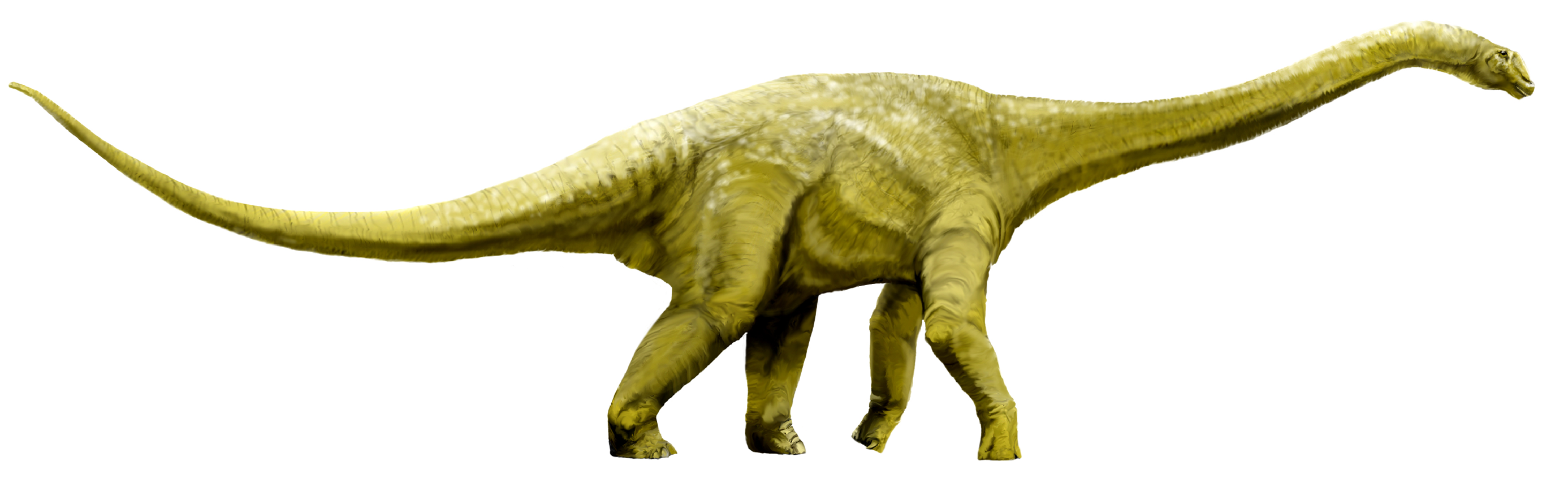
Ricostruzione ipotetica di Wintonotitan wattsi

## Classificazione
I resti di questo dinosauro vennero scoperti in Queensland per la prima volta nel 1974 da Keith Watts; dapprima vennero attribuiti al poco conosciuto Austrosaurus, l'unico altro sauropode allora noto nel Cretaceo australiano. Successivamente, questi reperti vennero considerati l'esemplare tipo di una nuova specie di dinosauro sauropode, denominata nel 2009 Wintonotitan wattsi, dal nome del suo scopritore e dalla località del ritrovamento. Wintonotitan è considerato un membro primitivo del gruppo dei titanosauri, i sauropodi maggiormente diffusi nel Cretaceo. Probabilmente era strettamente imparentato con Phuwiangosaurus della Tailandia.